# Cars 2
Cars 2 és una pel·lícula d'animació de l'any 2011 dirigida per John Lasseter. Va estar nominada al Globus d'Or a la millor pel·lícula d'animació.
És el primer film de l'estudi a tenir una continuació a part de la saga Toy Story. El 18 de març de 2014, Robert Iger anuncià que una tercera part, Cars 3 estava en producció sense precisar-ne la data d'estrena; finalment es va estrenar l'any 2017.

## Argument
Quadruple campió de la Piston Cup, el cotxe de carreres de Llamp McQueen torna a casa seva a Radiator Springs i troba el seu millor amic, Martin, i la seva xicota, Sally Carrera. L'antic magnat del petroli Sir Miles Axlerod, ara defensor de l'energia verda i reconvertit en cotxe elèctric, anuncia una sèrie de carreres anomenades « World Gran Prix », com un mitjà de promoure el Allinol, un carburant que ha creat. Encara que McQueen rebutja en principi participar-hi, el repte llançat pel cotxe de la Fórmula 1 italiana Francesco Bernoulli, així com la intervenció de Martin, el porten a entrar al Gran Premi. A petició urgent de Sally, McQueen accepta de portar Martin al Japó amb ell. Però la grua el compromet diverses vegades a causa de la seva feliç ingenuïtat

## Repartiment
- Larry the Cable Guy: Mater
- Owen Wilson: Llamp McQueen
- Michael Caine: Finn McMissile
- Emily Mortimer: Holley Shiftwell
- Eddie Izzard: Sir Miles Axlerod
- John Turturro: Francesco Bernoulli
- Bonnie Hunt: Sally Carrera
- Thomas Kretschmann: Professor Zündapp
- Tony Shalhoub: Luigi
- Guido Quaroni: Guido
- Paul Dooley: Sarge
- Lloyd Sherr: Fillmore / Vehicle de combat
- Joe Mantegna: Grem
- Peter Jacobson: Acer
- Bruce Campbell: Rod "Torque" Redline
- Brent Musburger: Brent Mustangberger
- Darrell Waltrip: Darrell Cartrip
- Franco Nero: Oncle Topolino
- David Hobbs: David Hobbscap
- Patrick Walker: Mel Dorado
- Jeff Garlin: Otis
- Michel Michelis: Tomber
- Jason Isaacs: Siddeley / Leland Turbo
- Jenifer Lewis: Flo
- Stanley Townsend: Victor Hugo / Vladimir Trunkov / Ivan la grua
- Velibor Topić: Alexander Hugo
- Sig Hansen: Crabby
- Vanessa Redgrave: La reina / Mama Topolino
- John Mainieri: J. Curby Gremlin
- Brad Lewis: Tubbs Pacer
- Cheech Marin: Ramone
- Jeff Gordon: Jeff Gorvette

## Al voltant de la pel·lícula

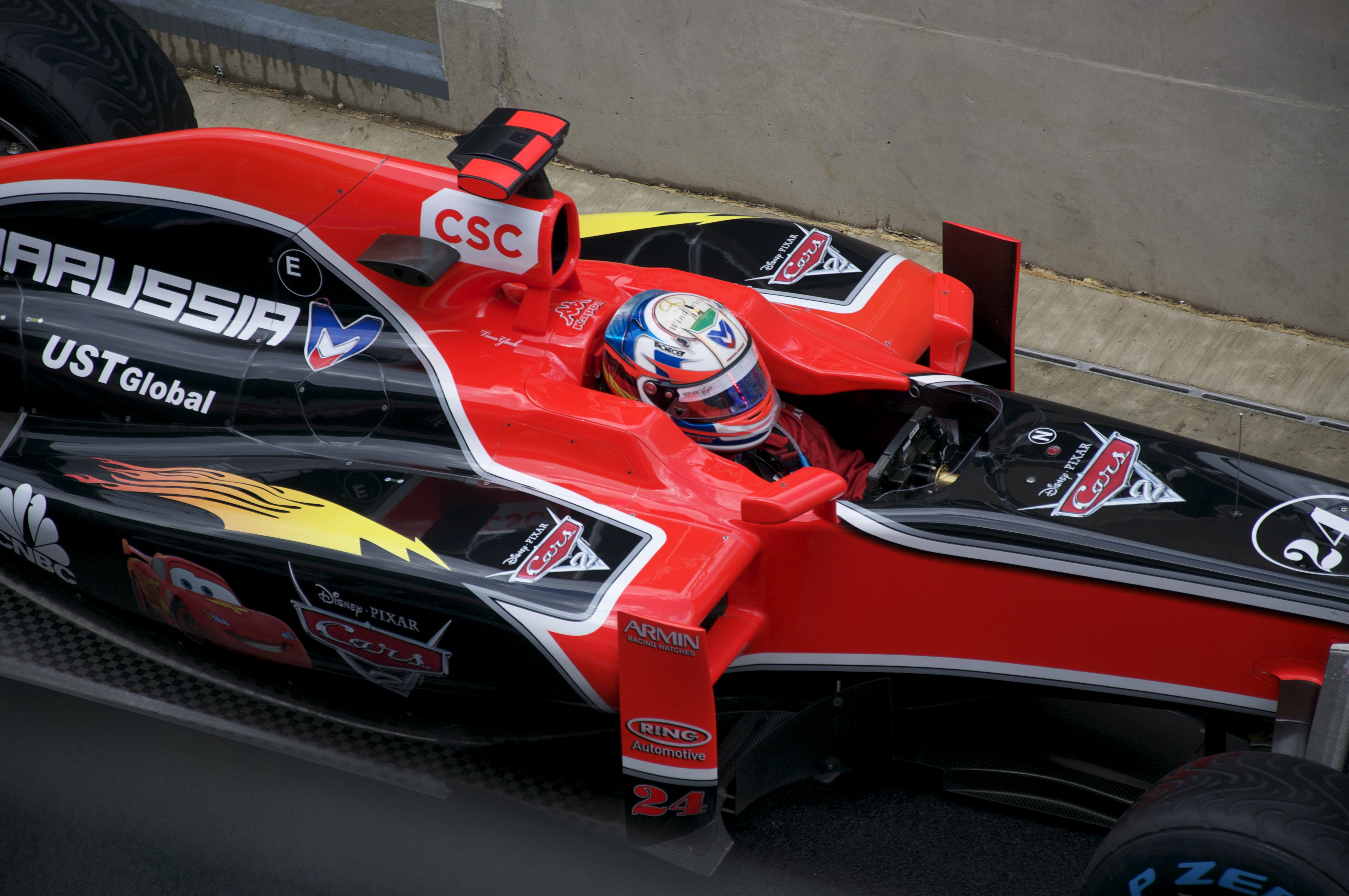
Timo Glock pilot al Gran Premi automoció de Gran Bretanya 2011 un monoplaça especial Cars 2.

El codirector, Brad Lewis ja havia treballat per als studios Pixar, en el rodatge del film Ratatouille.Tres dels actors que van posar la seva veu a la versió original del film Cars van morir des de la seva estrena l'any 2006, sent impossible la seva participació en aquesta segona part: 
- Joe Ranft que interpretava Red i Peterbilt va morir en un accident de cotxe el 16 d'agost de 2005 en la producció del primer film.[5]
- George Carlin, intèrpret de Fillmore, va morir el 22 de juny de 2008, essent reemplaçat per Lloyd Sherr.[6]
- Paul Newman, intèrpret de Doc Hudson a la versió original, va morir el 26 de setembre de 2008,[7] no serà reemplaçat, els productors han decidit fer desaparèixer el personatge.

El mercat de peces a París és el pavelló Baltard. Es pot veure l'A113 sobre l'aleró del darrere del jet de McMissile.
Quan Guido i Luigi llegeixen els P.S de Martin, fan ulls « Manga ».Tots els monuments romans i parisencs són modificats amb formes d'automoció, de calandres, de rodes, etc. Quan McQueen i el seu equip arriben a Itàlia, són acollits per l'oncle Topolino. Topolino és també el nom italià de Mickey Mouse. A més, es pot reconèixer sobre la font del poble italià el trident que serveix de logo al fabricant italià Maserati. Durant els crèdits del final, en un recull de pintura de París, es pot percebre el restaurant Gusteau, lloc principal del film Ratatouille.
La cançó You might think interpretada pel grup Weezer és una cançó del grup The Cars de 1984. Weezer és un grup produït per Ric Ocasek, fundador, cantant i guitarrista del grup The Cars.